# High Under the Moon
High Under the Moon is een nummer van de Nederlandse band Tambourine uit 1989. Het nummer is afkomstig van het album Flowers in September en bereikte hitlijsten in Nederland en België (Vlaanderen).
Het nummer werd geschreven door bandleden Bart van Poppel en Saskia van Oerle samen met de van oorsprong Texaanse Lucy Steymel. De band produceerde het zelf. Er werden een 21e positie in de Nederlandse Top 40, een 27e positie in de Nederlandse Single Top 100 en een 37e positie in de Vlaamse Ultratop 50 bereikt.

## Hitnoteringen

### Nederlandse Top 40
| Hitnotering: 05-08-1989 t/m 26-08-1989 | Hitnotering: 05-08-1989 t/m 26-08-1989 | Hitnotering: 05-08-1989 t/m 26-08-1989 | Hitnotering: 05-08-1989 t/m 26-08-1989 | Hitnotering: 05-08-1989 t/m 26-08-1989 | Hitnotering: 05-08-1989 t/m 26-08-1989 |
| Week:                                  | 1                                      | 2                                      | 3                                      | 4                                      |                                        |
| -------------------------------------- | -------------------------------------- | -------------------------------------- | -------------------------------------- | -------------------------------------- | -------------------------------------- |
| Positie:                               | 24                                     | 21                                     | 23                                     | 35                                     | uit                                    |

### Nationale Hitparade Top 100
| Hitnotering: 01-07-1989 t/m 09-09-1989 | Hitnotering: 01-07-1989 t/m 09-09-1989 | Hitnotering: 01-07-1989 t/m 09-09-1989 | Hitnotering: 01-07-1989 t/m 09-09-1989 | Hitnotering: 01-07-1989 t/m 09-09-1989 | Hitnotering: 01-07-1989 t/m 09-09-1989 | Hitnotering: 01-07-1989 t/m 09-09-1989 | Hitnotering: 01-07-1989 t/m 09-09-1989 | Hitnotering: 01-07-1989 t/m 09-09-1989 | Hitnotering: 01-07-1989 t/m 09-09-1989 | Hitnotering: 01-07-1989 t/m 09-09-1989 | Hitnotering: 01-07-1989 t/m 09-09-1989 | Hitnotering: 01-07-1989 t/m 09-09-1989 |
| Week:                                  | 1                                      | 2                                      | 3                                      | 4                                      | 5                                      | 6                                      | 7                                      | 8                                      | 9                                      | 10                                     | 11                                     |                                        |
| -------------------------------------- | -------------------------------------- | -------------------------------------- | -------------------------------------- | -------------------------------------- | -------------------------------------- | -------------------------------------- | -------------------------------------- | -------------------------------------- | -------------------------------------- | -------------------------------------- | -------------------------------------- | -------------------------------------- |
| Positie:                               | 88                                     | 70                                     | 59                                     | 52                                     | 44                                     | 33                                     | 27                                     | 27                                     | 37                                     | 60                                     | 89                                     | uit                                    |

### VlaamseUltratop 50
| Hitnotering: 02-09-1989 | Hitnotering: 02-09-1989 | Hitnotering: 02-09-1989 |
| Week:                   | 1                       |                         |
| ----------------------- | ----------------------- | ----------------------- |
| Positie:                | 37                      | uit                     |